# Kông Yang
Kông Yang là một xã thuộc huyện Kông Chro, tỉnh Gia Lai, Việt Nam.
Xã Kông Yang có diện tích 54,21 km², dân số năm 1999 là 2.336 người, mật độ dân số đạt 43 người/km².